# 医疗美容
美容医学，也称为医学美容专科、简称医美，是一种通过治疗疤痕、皮肤松弛、皱纹、痤疮、痣、老人斑、多余脂肪、橘皮组织、秃顶、色斑、牙齿颜色和畸形等病症来改善容貌的医学专科。或者更广义上任何侧重于改变外观的医疗都属于医美。

## 定义
日本医师会定义美容医学是将因衰老和功能障碍而丧失的皮肤功能和面部形状恢复到适当状态的治疗的总称，并不是正式的临床部门名称，而是媒体起的通俗名称。由于它是出于美容目的而不是针对导致器官功能问题的疾病而进行的，因此它是一种非必要的医疗项目。例如修复眼睑下垂属于整形外科；而治疗痤疮和特应性皮炎属于皮肤科领域。

## 内容
传统上医美包括皮肤科、口腔颌面外科、重建外科和整形外科 ，其中包括外科手术（吸脂、整容、乳房植入物、射频消融等）和非外科手术（射频紧肤、非手术吸脂、化学换肤、高强度聚焦电磁场、射频吸脂等）。医美手术是可选的途径 ，但也可以兼具手术和非手术途径 。